# 柳比米夫卡 (別爾季切夫區)
柳比米夫卡（烏克蘭語：Любимівка），是烏克蘭北部日托米爾州別爾季切夫區安德鲁希夫卡市镇内的村庄。面積36.34平方公里，海拔高度218米，2001年人口500，人口密度每平方公里13.76人。